# Indalecio Prieto
Indalecio Prieto Tuero (Oviedo, 30 de abril de 1883-Ciudad de México, 12 de febrero de 1962) fue un político español del Partido Socialista Obrero Español (PSOE), titular de las carteras ministeriales de Hacienda, Obras Públicas, Marina y Aire y Defensa Nacional durante la Segunda República. Exiliado en México tras la derrota republicana en la guerra civil española, desempeñó la presidencia del PSOE entre 1948 y 1951.

## Biografía

### Orígenes
Nacido en Oviedo el 30 de abril de 1883, quedó huérfano de padre muy pronto. De origen humilde, muy pronto se fue a vivir a Bilbao, donde estudió en un centro religioso protestante. Autodidacta, se vio obligado a trabajar desde muy joven en los más diversos oficios para ganarse la vida. Cuando apenas tenía catorce años comenzó a asistir al Centro Obrero de Bilbao, donde se relacionó con los socialistas, e ingresó en 1899 en la Agrupación Socialista de Bilbao. Inició su vida laboral como taquígrafo en el diario La Voz de Vizcaya. Ya convertido en periodista, empieza a trabajar como redactor del diario El Liberal, del que con el tiempo llegaría a ser director y propietario, y que sería el altavoz de sus opiniones políticas.

### Entrada en la política
Como periodista, en la primera década del siglo XX, Prieto se convierte en figura destacada del socialismo en las Provincias Vascas. En este oficio aprendió los recursos de la oratoria que tan importantes fueron en su carrera política posterior. Fue ferviente partidario de la Conjunción Republicano-Socialista, a través de la cual consiguió sus primeros cargos públicos —diputado provincial por Vizcaya en 1911— para lo que tuvo que enfrentarse con el núcleo socialista contrario, liderado por Facundo Perezagua, al que expulsó del partido en 1914. Fue elegido concejal del Ayuntamiento de Bilbao en 1917.
Es este un periodo marcado por la Primera Guerra Mundial, en la que España se mantuvo neutral, lo que reportó grandes beneficios a la industria y al comercio del país. Pero estos beneficios no se vieron reflejados en los salarios de los obreros, por lo que se fue generando una gran agitación social, que culminó el 13 de agosto de 1917 con el comienzo de una huelga general revolucionaria que, ante el temor de la repetición en España de los hechos acaecidos en Rusia por esas fechas, fue reprimida duramente mediante la intervención del Ejército y la detención en Madrid del comité de huelga. Prieto, involucrado como estaba en la organización de esta huelga, huyó a Francia antes de ser detenido y ya no volvería hasta el mes de abril de 1918, después de haber sido elegido diputado.
Intervención de Prieto en el Congreso de los Diputados el 20 de noviembre de 1918 sobre las aspiraciones reales del Socialismo:

¿Es que nosotros aspiramos en estos momentos a que la clase trabajadora se adueñe de los destinos de España y socialice la propiedad? ¡Ojalá fuera eso hacedero! Nosotros vemos en el régimen monárquico, (...) el dique para los progresos políticos, y por eso (...) estamos más ligados que nunca a estas fuerzas republicanas; porque si aquí hubiera habido esos avances (...) nosotros sin perder nuestra fe en el régimen republicano, creyendo que el régimen republicano es aquel en que puede plasmarse más característicamente la voluntad popular, nosotros no sentiríamos el problema republicano. (...) Necesitamos una República creadora; no simplemente un cambio de rótulo; necesitamos algo fecundo y algo social, porque hoy una República netamente individualista, profundamente individualista, no supondría absolutamente ningún avance (...) Nosotros no desdeñaremos ni desertaremos el papel que las circunstancias nos impongan. (...) Mientras esa ocasión no llega [derribar el régimen monárquico], callad ya, dejad las palabras y sustituidlas por las obras; vengan aquí proyectos, vengan leyes profundamente democráticas, renovadoramente sociales, que nosotros, nuestros votos, entre el régimen actual y el régimen que queráis implantar, si sois sinceros y veraces, estarán con esos proyectos y esas leyes.
I. Prieto, Congreso de los Diputados. Extracto oficial, 38

Muy crítico con la actuación del Gobierno y del Ejército en la guerra de Marruecos, tuvo frases muy duras en las Cortes con motivo del denominado desastre de Annual de 1921, así como sobre la más que probable, aunque no probada, responsabilidad de Alfonso XIII en la imprudente actuación militar del general Manuel Fernández Silvestre en las operaciones de la zona de la comandancia de Melilla.

### Dirigente socialista
Su fama como parlamentario aumentó en paralelo a su influencia en el partido, entrando en la Ejecutiva del Partido Socialista Obrero Español (PSOE). Contrario a la incorporación del partido a la Tercera Internacional, permaneció en el PSOE tras las escisiones terceristas que acabaron en la fundación del Partido Comunista de España (PCE) en 1921.
Opuesto a la facción liderada por Francisco Largo Caballero favorable a la colaboración del partido con la dictadura de Primo de Rivera, mantuvo agrios enfrentamientos con Largo, lo que le llevó a apartarse de la dirección del partido.
Al final de la dictadura primorriverista tomó partido por la república como salida a la crisis del país, llegando a comparecer, a título personal, ante la oposición de Julián Besteiro, en la formación del llamado Pacto de San Sebastián en agosto de 1930, formado por una amplia coalición de partidos republicanos que se proponía acabar con la monarquía. En esta cuestión, sin embargo, sí que contó con el apoyo del ala liderada por Largo Caballero, ya que este creía que la caída de la monarquía era el único camino por el que, en esos momentos, el socialismo podría alcanzar el poder.[cita requerida]

### Bienio transformador

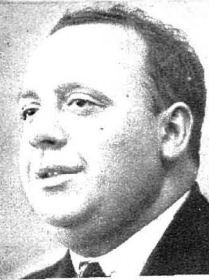
Fotografía de Prieto publicada en 1931.

Proclamada la Segunda República el 14 de abril de 1931, Prieto fue puesto al frente del Ministerio de Hacienda del Gobierno provisional presidido por Niceto Alcalá-Zamora.
Como ministro de Hacienda, firmó la entrega de la Casa de Campo al Ayuntamiento de Madrid y El Alcázar al municipio de Sevilla, para uso y disfrute de sus vecinos, y tuvo que hacer frente a las repercusiones de la crisis internacional en la economía española, manteniéndose en una estricta ortodoxia liberal. Pese a todo afrontó la oposición de los empresarios, que desconfiaban de él, y la del Banco de España, que se resistía a una mayor intervención del Estado en este organismo.

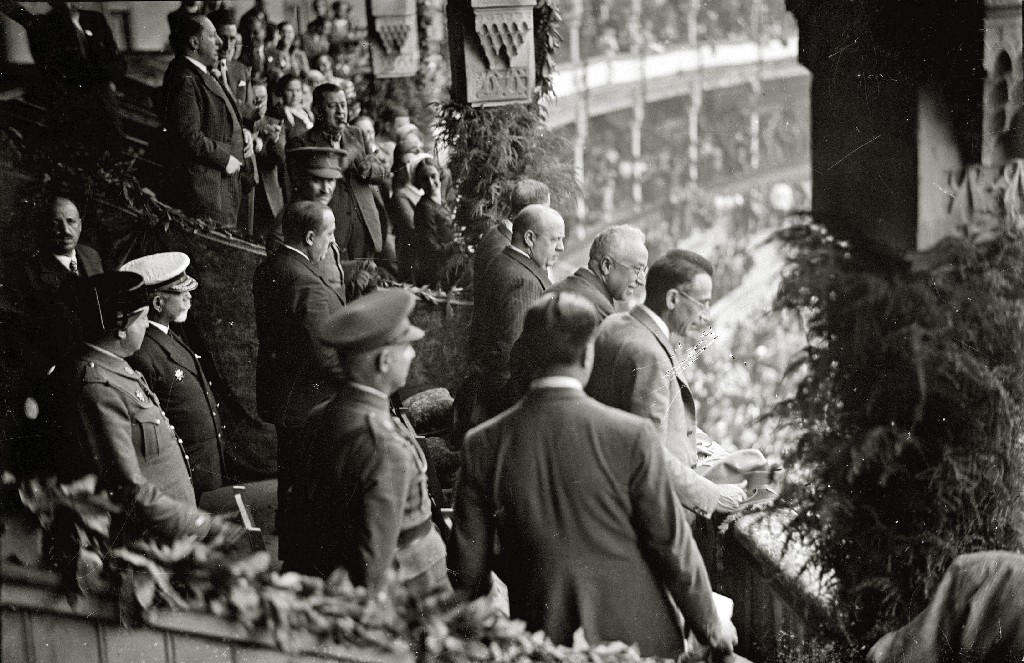
Indalecio Prieto junto a Niceto Alcalá-Zamora y otras personalidades en la plaza de toros de San Sebastián en 1932.

En su actividad parlamentaria Prieto se abstuvo de votar el artículo del sufragio femenino en los debates de redacción de la Constitución española de 1931. Prieto no asistió a la votación del artículo 36 que permitía el voto a las mujeres y en contra de la posición a favor defendida por la mayoría los diputados socialistas y que se acabó imponiendo en las Cortes, consideró la votación «una puñalada para la República».
Cesó como titular de la cartera de Hacienda en diciembre de 1931, y pasó a desempeñar la de Obras Públicas. Durante su mandato como ministro de Obras Públicas continuó y amplió la política de obras hidroeléctricas iniciadas en la época de la dictadura de Primo de Rivera, así como un ambicioso plan de mejora de infraestructuras en Madrid, como el de los enlaces ferroviarios, la construcción de una nueva estación en Chamartín y el túnel de enlace, bajo el suelo de Madrid, entre esta estación y la de Atocha (que la prensa opositora bautizó como Túnel de la Risa, nombre que llega hasta nuestros días), obras estas que no verían la luz hasta muchos años después, como consecuencia de la guerra civil.
En el XIII Congreso del PSOE, celebrado en octubre de 1932, intervino de forma destacada en los debates acerca de la conveniencia o no de mantener la colaboración a nivel ministerial con los republicanos. Igualmente se manifestaba escéptico sobre la posibilidad de establecer el socialismo en España.
Cesó como ministro de Obras Públicas en septiembre de 1933.

### Huelga revolucionaria de 1934

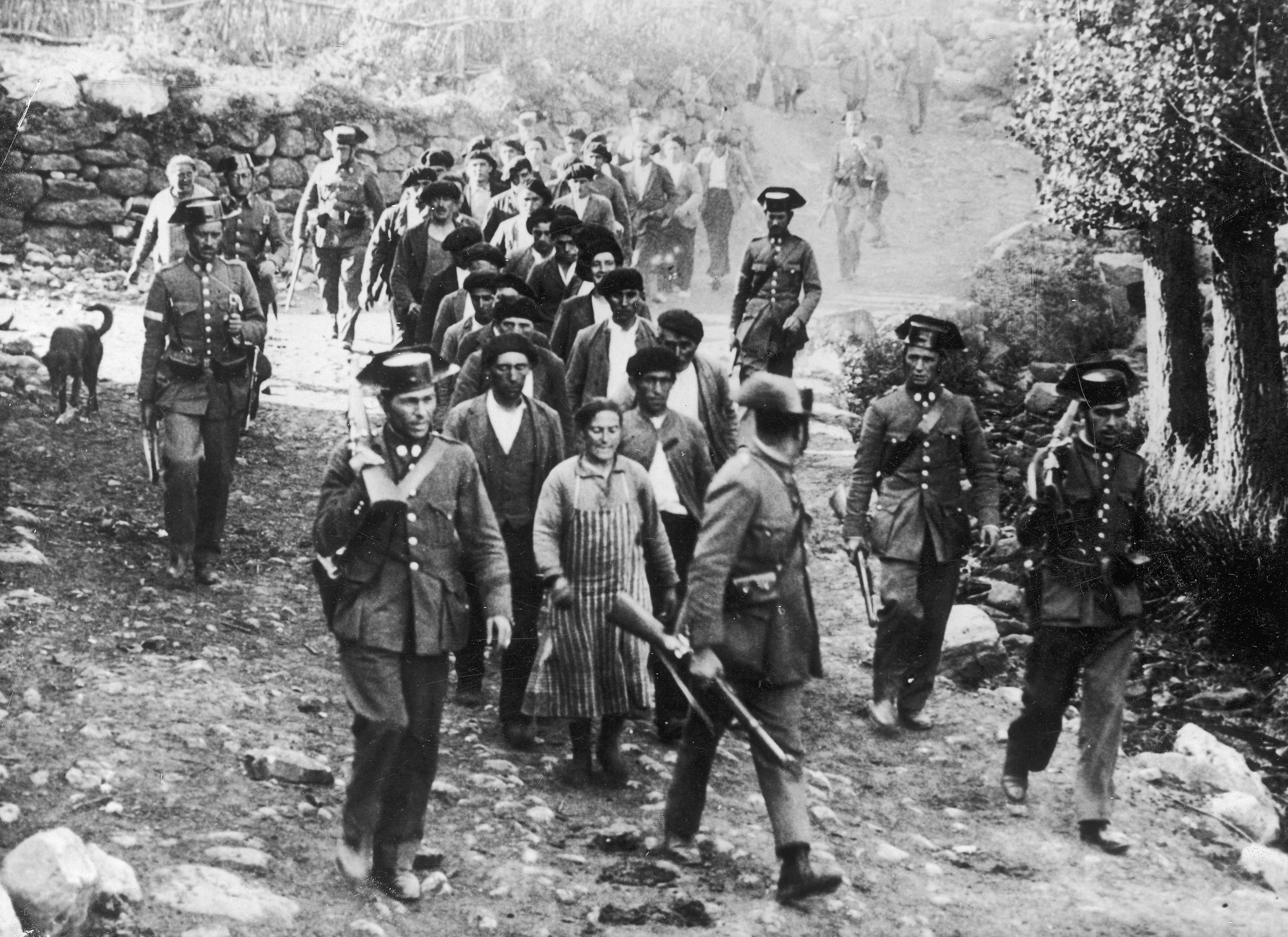
Columna de guardias civiles con prisioneros durante la huelga revolucionaria de octubre en Brañosera.

La crisis de septiembre de 1933 provocó la salida de los socialistas del Gobierno y que concurrieran en solitario a las elecciones de noviembre. La victoria electoral de la derecha y la posibilidad de que la CEDA accediese al poder orientó al PSOE a preparar la huelga general revolucionaria de octubre de 1934, en la que Prieto tuvo una participación muy activa. Su propia opinión sobre la misma y su participación en ella la expuso posteriormente en el exilio, en una conferencia que tuvo lugar en la Ciudad de México el 1 de mayo de 1942:

Me declaro culpable ante mi conciencia, ante el Partido Socialista y ante España entera, de mi participación de aquel movimiento revolucionario. Lo declaro, como culpa, como pecado, no como gloria. Estoy exento de responsabilidad en la génesis de aquel movimiento, pero la tengo plena en su preparación y desarrollo [...].

Antes de que la huelga general revolucionaria se llevase a cabo se puso a salvo huyendo a París. Prieto representaba un punto de vista liberal dentro del partido, y apoyaba la colaboración con los partidos republicanos de izquierdas para volver al poder, y como garantía de estabilidad de las instituciones republicanas. Por ello se opuso a las ideas revolucionarias de la izquierda de su partido —reflejadas por el diario Claridad— a la radicalización de las juventudes y a la colaboración con el PCE y la CNT.

### Elecciones de 1936
En las elecciones de 1936 Prieto resultó elegido diputado por la circunscripción de Bilbao con 69 193 votos de un total de 143 868 votantes, de 184 787 electores: a la postre el tercer candidato más votado, tras Mariano Ruiz-Funes y Julián Zugazagoitia.
Después de las elecciones fue nombrado presidente de la Comisión de Actas formada el 17 de marzo en el seno de las Cortes.
Con motivo de la repetición de elecciones a diputados en la provincia de Cuenca (en las que los candidatos del Frente Popular se enfrentarían entre los candidatos de la derecha a José Antonio Primo de Rivera, y, después de la renuncia del general Francisco Franco como candidato, a Manuel Casanova), intervino en Cuenca el 1 de mayo de 1936 en un vibrante mitin de campaña del Frente Popular en el que hizo alusión a los problemas del país, trayendo ecos del regeneracionismo y proponiendo medidas keynesianas para impulsar el mercado interior. En palabras dirigidas hacia la facción caballerista, «don Inda» se mostró contrario a la violencia o el desorden. También advirtió de la preparación de una inminente sublevación militar liderada por Franco, información que el gobierno ya conocía a raíz del conocimiento de varias arengas golpistas pronunciadas por el general Orgaz días atrás en diversos acuartelamientos militares. Finalmente, Prieto hizo gala de un hondo patriotismo español —afirmó «llevar a España en el corazón» y «en el tuétano de sus huesos»— y manifestó que, «aunque internacionalista», se sentía «cada vez más profundamente español». El discurso fue celebrado por la prensa republicana y también fue valorado positivamente por José Antonio, entonces en prisión. Pero fue recibido con hostilidad entre los caballeristas, acrecentando la división del partido.
El enfrentamiento con los caballeristas alcanzó su clímax en el mitin de Écija que tuvo lugar el 31 de mayo. El mitin fue boicoteado violentamente por los partidarios de Largo Caballero hasta el punto que Prieto tuvo que abandonar la localidad sin haber podido pronunciar su discurso para evitar ser agredido. Un disparo impactó en una ventanilla del coche donde se marchaba a toda velocidad escoltado por milicianos socialistas de «La Motorizada».

### Guerra civil
Prieto era un firme convencido de que la situación política y social de España en 1936 necesariamente desembocaría en una guerra civil, y así lo escribió y publicó en diversas ocasiones a lo largo de la primavera de dicho año.

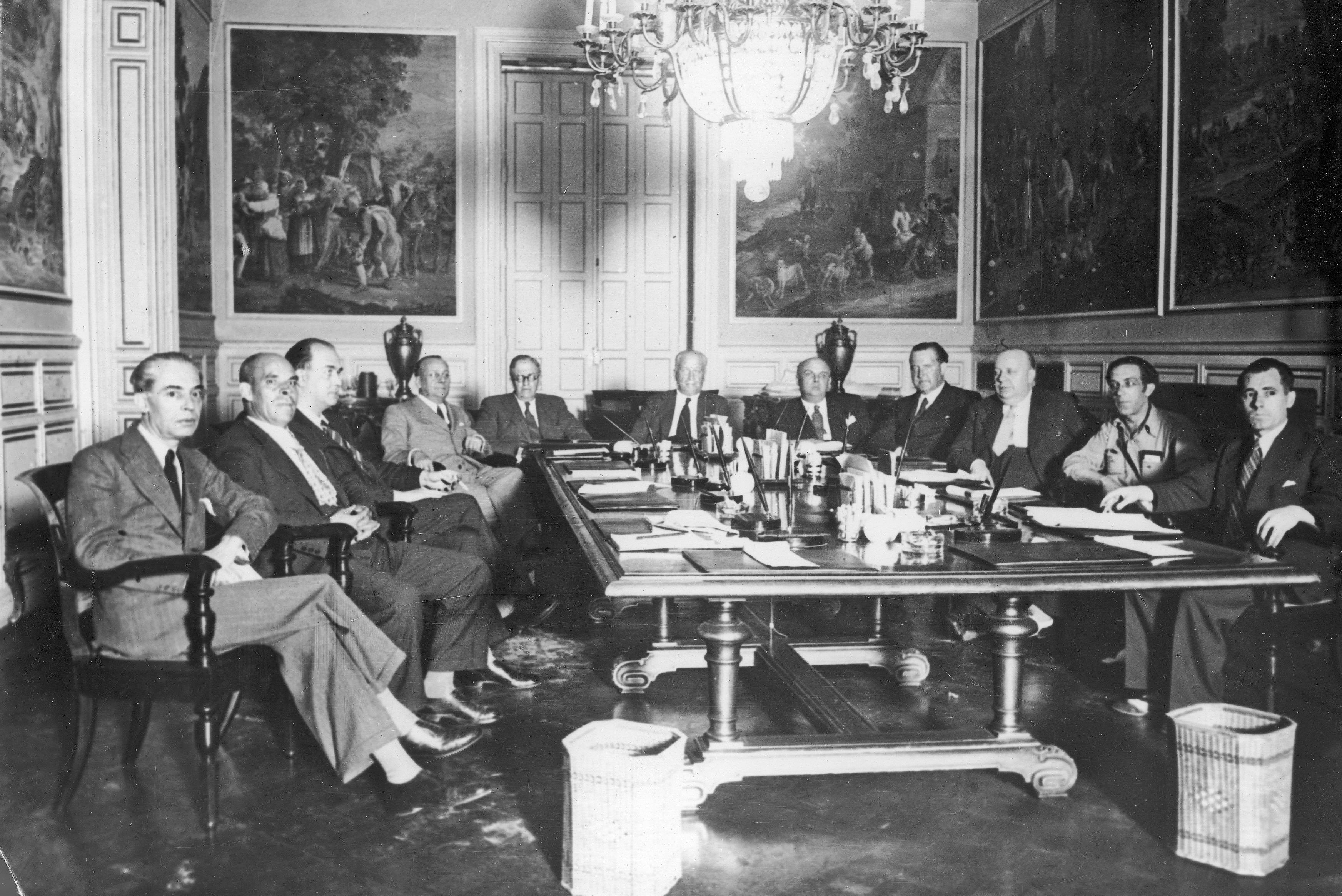
Gabinete ministerial de Largo Caballero.

Iniciada la guerra, aunque no formó parte del gobierno, tuvo una gran actividad política y en el seno del propio gobierno. Se mostró contrario a la violencia revolucionaria que se desató en la zona republicana, y cuando se produjo la matanza de la cárcel Modelo de Madrid llegó a decir: «La brutalidad de lo que aquí acaba de ocurrir significa, nada menos, que con esto hemos perdido la guerra». Tras la caída de Talavera de la Reina en septiembre de 1936, Largo Caballero se convirtió en presidente del Consejo de Ministros, siendo nombrado Prieto ministro de Marina y Aire del nuevo gobierno.
Tras los sucesos revolucionarios de mayo de 1937 en Barcelona, cayó el gabinete de Largo Caballero por la oposición del Partido Comunista de España y del propio Prieto, quien fue elegido unánimemente por la Comisión Ejecutiva del PSOE para que presidiera el nuevo gobierno; este no aceptó y propuso para el cargo a Juan Negrín, de su misma facción dentro del partido, por considerarlo el hombre más idóneo en esos momentos para dirigir el país. Finalmente Negrín fue nombrado presidente del Consejo por Manuel Azaña, siendo Prieto designado ministro de la Defensa Nacional aunque, en su fuero interno, reconocía que la guerra no podía ganarse por carecer la República del apoyo de las potencias democráticas (durante su ministerio, el acceso marítimo para los suministros soviéticos quedó cortado por los ataques de los submarinos italianos y la frontera francesa estaba cerrada). Durante el tiempo que estuvo al frente del Ministerio de Defensa, intentó combatir el predominio comunista en las fuerzas armadas. Viajó por varios países América, entre ellos Argentina, Uruguay, Chile, adónde viajó en representación de España en la toma de posesión del presidente Pedro Aguirre Cerda, y México, en una campaña de propaganda promoviendo la causa de la República española.
Tras la caída del Frente Norte en octubre, presentó la dimisión que no le fue aceptada, aunque en abril de 1938, tras el derrumbe del frente de Aragón y sus enfrentamientos con Negrín y con los ministros comunistas, salió del gobierno.

### Exilio

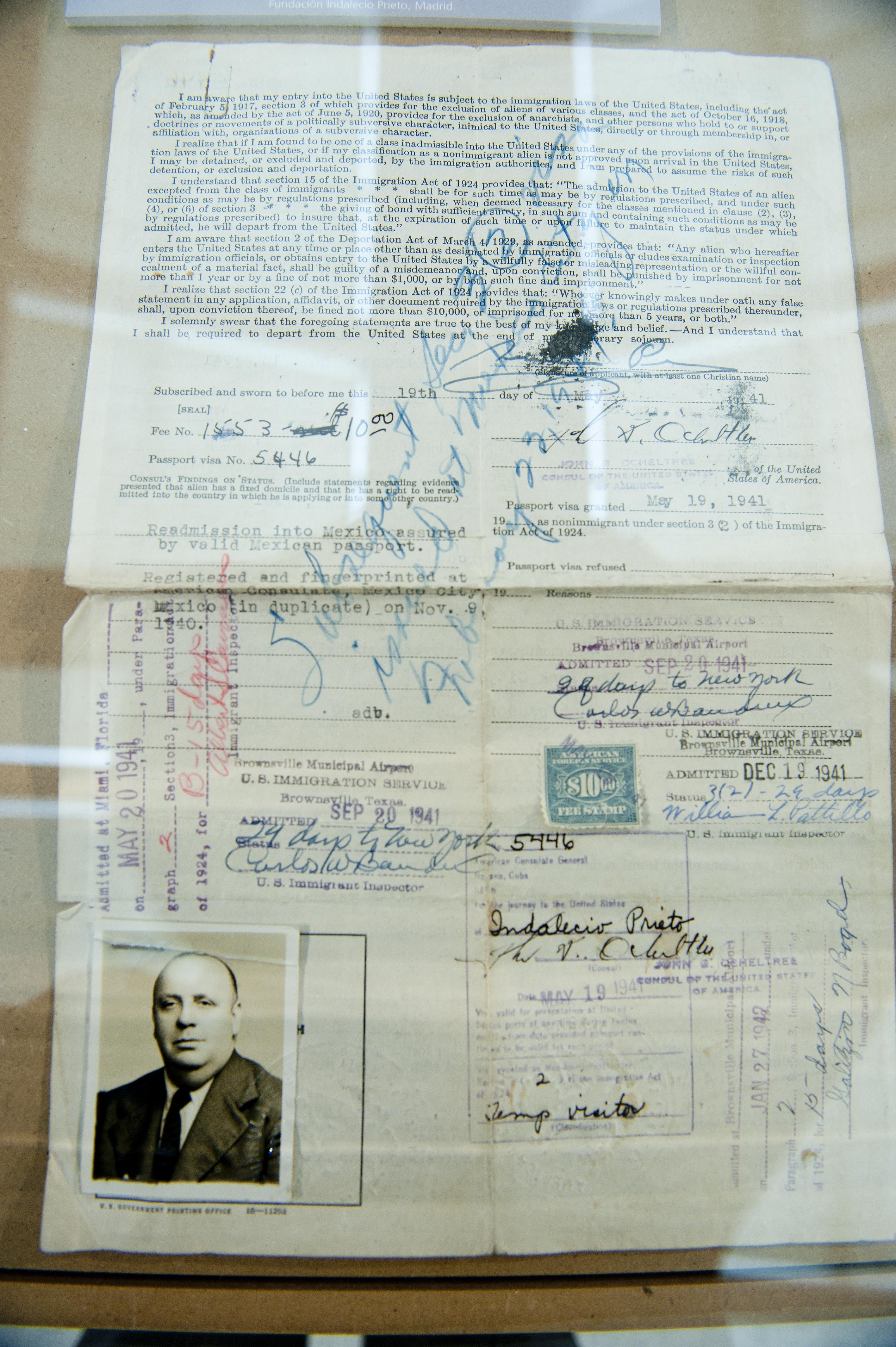
Visado de entrada en los Estados Unidos expedido a Indalecio Prieto (1941).

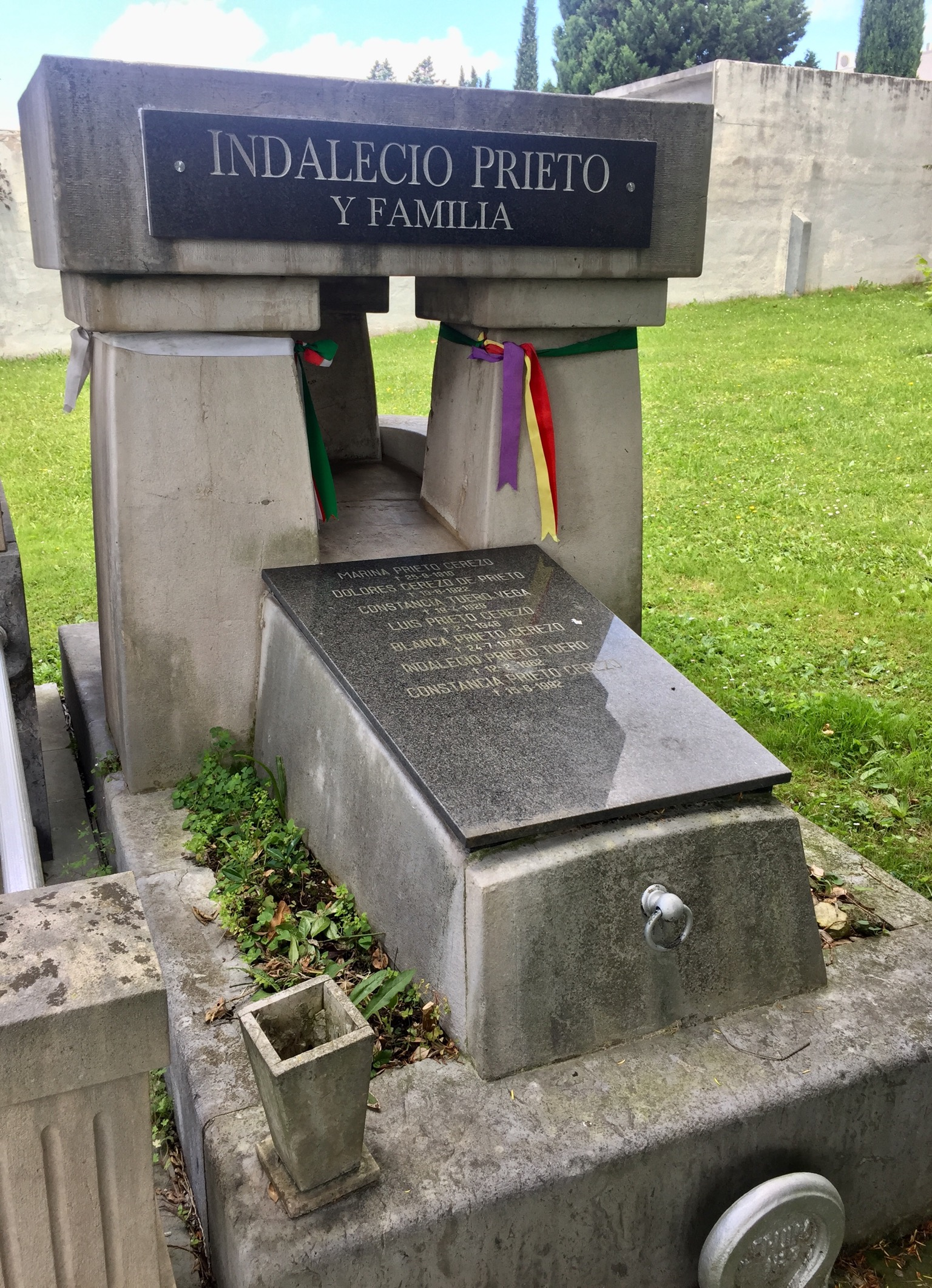
Mausoleo de Indalecio Prieto en el cementerio de Derio (Vizcaya).

Prieto se apartó de la política activa el resto de la guerra, aunque aceptó una embajada extraordinaria en varios países de Sudamérica, donde le sorprendió el fin de la guerra. Desde su exilio en México pasó a liderar la fracción mayoritaria del PSOE. En 1939 se fundó la Junta de Auxilio a los Republicanos Españoles (JARE), rival del SERE controlado por Negrín. Ello dio lugar a un sinfín de agrias disputas entre ambas organizaciones y sus respectivos líderes por el control del Tesoro del Vita.
En 1943 Prieto fue nombrado secretario general de la Junta Española de Liberación.
En el congreso de Toulouse del PSOE en 1946 triunfaron sus tesis: condena de Juan Negrín y su política, ferviente anticomunismo y colaboración con los monárquicos para restaurar la democracia en España. En mayo de 1948 asistió, invitado por Salvador de Madariaga, al congreso de La Haya. Prieto, que en octubre de 1947 se había reunido en Londres con José María Gil-Robles, efectuó negociaciones con los monárquicos partidarios de Juan de Borbón, que culminaron con la ratificación el 29 de agosto de 1948 por parte de representantes de ambas posturas de un frágil acuerdo que se conoció como «pacto de San Juan de Luz». El pacto monárquico-socialista acabaría siendo formalmente abandonado en agosto de 1951. La consolidación de la dictadura franquista invalidó sus proyectos y le llevó a dimitir de su puesto de la ejecutiva en noviembre de 1950. Falleció en Ciudad de México en los primeros minutos de la madrugada del 12 de febrero de 1962.
Sus restos mortales descansan en el cementerio de Vista Alegre, en Derio, en la parte reservada como cementerio civil.

## Posiciones e ideología
Socialista atípico con querencias liberales —el propio Prieto fundamentó la naturaleza de su pertenencia al PSOE describiéndose en repetidas ocasiones como «socialista a fuer de liberal»— dentro de un partido de raigambre obrerista y puritana, llegó a ser duramente criticado por su rival Largo Caballero sosteniendo que «para mí, Indalecio Prieto nunca ha sido socialista».
Llegó a confesar en el Congreso en 1920 que «me asusta el nacionalismo vasco, más que como elemento separatista, como elemento reaccionario». Apostó no obstante por la compatibilidad entre fuerismo y constitucionalismo, llegando a defender a los fueros como «una anticipación de casi todas las conquistas liberales modernas». Aunque era favorable al autogobierno de las Provincias Vascas y Navarra, Prieto mostró una oposición frontal hacia el separatismo así como a los planes del nacionalismo vasco en el proyecto de Estatuto de Estella, temiendo la posibilidad de que el territorio se convirtiera en un «Gibraltar reaccionario y un reducto clerical».

## Obras

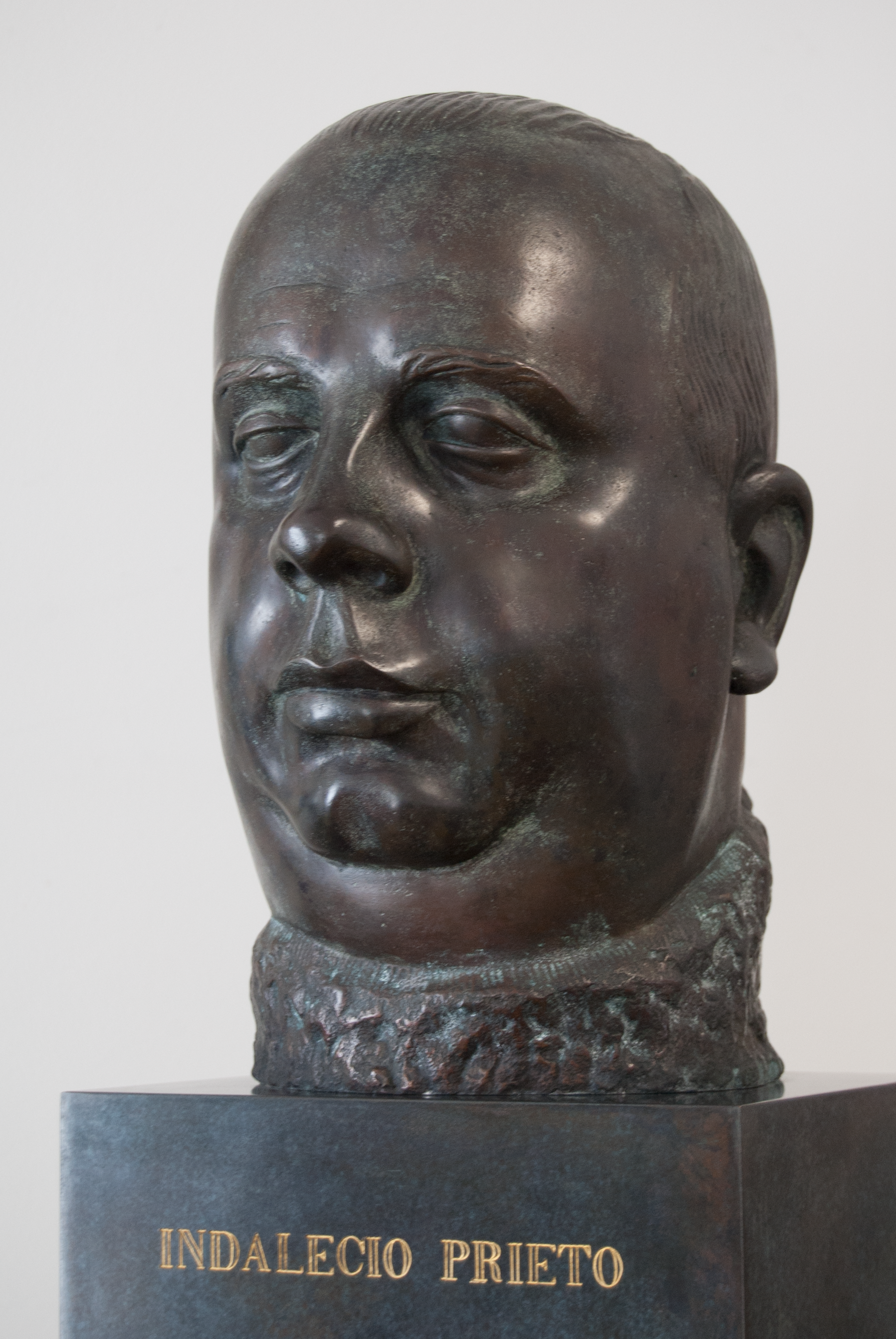
Busto de Indalecio Prieto (Juan Cristóbal, 1926).

- ——— (1939). Cómo y por qué salí del Ministerio de Defensa Nacional. (Incluye una carta enviada el 3 de julio de 1939 por Prieto a Negrin)
- ——— (1942). Palabras al viento.
- ——— (1942). Discursos en América. Confesiones y rectificaciones.
- ——— (1960). Yo y Moscú. (Versión ampliada de Cómo y por qué salí del Ministerio de Defensa Nacional, publicada sin autorización de Prieto en Madrid con comentarios de Mauricio Carlavilla)
- ——— (1962). Cartas a un escultor: pequeños detalles de grandes sucesos.
- ——— (1965). De mi vida: recuerdos, estampas, siluetas, sombras. Prólogo de Santiago Arisnea Lecea.
- ——— (2018). Miguel de Unamuno. Indalecio Prieto. Correspondencia 1916-1934.